# Peponium perrieri
Peponium perrieri är en gurkväxtart som beskrevs av Keraudr. Peponium perrieri ingår i släktet Peponium och familjen gurkväxter. Utöver nominatformen finns också underarten P. p. glabrescens.